# Аньо (река)
Аньо (итал. Agno) — река в области Венеция Итальянской Республики.

## Описание
Водный поток в области Венеция, берущий начало к западу от коммуны Рекоаро-Терме, в месте слияния ручьёв, берущих начало в Лессини и Пикколе-Доломити. Он проходит по долине Валь-д'Аньо длиной 30 км, известной своими водами, основными городами которой являются Вальданьо, Спаньяго, Вегри и Рекоаро-Терме.